# 20 Dakika
20 Dakika (20 minutes) est une série télévisée dramatique turque en 25 épisodes de 90 minutes produite par Ay Yapım, diffusée entre le 1er janvier et le 27 juin 2013 sur Star TV.
En France, elle a été diffusée entre le 16 mai et le 6 août 2019 sur Novelas TV. Elle reste inédite dans les autres pays francophones.

## Synopsis
La famille Halaskar formait une famille heureuse, jusqu'au jour où Melek, la femme d'Ali, fut accusée d'un assassinat qu'elle n'avait pas commis, celui de Kerim Solmaz, le fils du premier ministre. Elle fut emmenée en prison et abandonna ses deux enfants avec son mari. Ali voulait prouver l’innocence de sa femme par tous les moyens, il décida de fréquenter un voyou, Kedi il était très connu dans le domaine du cambriolage et surnommé « Le Chat », Ali souhaitait organiser une évasion pour sortir Melek de prison. Le policier Ozan et Kuzgun la fille de Kedi décidaient de fouiller dans le passé de Melek et de Kerim Solmaz pour découvrir la vérité et s'ils avaient une relation avant l'assassinat. Il réfléchit et décida de la sortir de prison en 20 minutes.

## Distribution
- Tuba Büyüküstün : Melek Halaskar
- İlker Aksum (tr) : Ali Halaskar
- Fırat Çelik : Ozan
- Bülent Emin Yarar : Kedi
- Müjde Uzman (tr) : Kuzgun
- İpek Bilgin (tr) : Muavin Süreyya
- Ayten Uncuoğlu (tr) : Zeynep Halaskar
- Cihat Tamer (tr) : Nedim Halaskar
- Metin Çekmez (tr) : Necmettin Solmaz
- Perihan Erener : Aslı Tanbaş

## Diffusion internationale
| Pays                | Chaîne                | Titre             | Première date    |
| ------------------- | --------------------- | ----------------- | ---------------- |
| Turquie             | Star TV               | 20 Dakika         | 1er janvier 2013 |
| Émirats arabes unis | Super TV2             | Egy Ellopott Élet | 22 juillet 2013  |
| Russie              | 9 Channel             | 20 минут          | 4 août 2013      |
| Bulgarie            | MBC1                  | 20 دقيقة          | 21 août 2013     |
| Iran                | Nex1                  | 20 Daqiqa         | octobre 2013     |
| Suède               | SVT                   | 20 Minuter        | 13 janvier 2014  |
| Mongolie            | TV9                   | 20 минут          | Janvier 2014     |
| Pakistan            | Express Entertainment | 20 Minute         | 2014             |
| Éthiopie            | Kana TV               | 20 ደቂቃ            | 18 mars 2017     |
| France              | Novelas TV            | 20 Minutes        | 16 mai 2019      |